# Organické sloučeniny antimonu

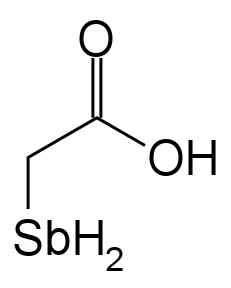
Sb-glycin

Organické sloučeniny antimonu jsou chemické sloučeniny obsahující vazby mezi atomy uhlíku a antimonu; antimon zde mívá oxidační číslo V nebo III. Jejich využití je omezeno toxicitou.

## Organoantimoničné sloučeniny
Sloučeniny druhu R5Sb (stiborany) lze vytvořit z antimonitých prekurzorů
Ph3Sb + Cl2 → Ph3SbCl2
Ph3SbCl2 + 2 PhLi → Ph5Sb
Asymetrické sloučeniny mohou být také připraveny ze stiboniových iontů:
R5Sb + X2 → [R4Sb]+[X]
[R4Sb]+[X] + R'MgX → R4R'Sb
Podobně jako u bismutu (také prvku 15. skupiny) organoantimoničné sloučeniny vytváří oniové sloučeniny a átové komplexy.
Pentafenylantimon je sloučenina tvořená trigonálně bipyramidální strukturou, při 200 °C se rozkládá na trifenylstibin a bifenyl. U pentamethylantimonu (Me5Sb) jsou při -100 °C všechny methylové protony rovnocenné.
Sloučeniny typu R4SbX jsou náchylné k tvorbě dimerů.

## Organoantimonité sloučeniny
Sloučeniny typu R3Sb (stibiny) mohou být připraveny z chloridu antimonitého a organolithných nebo Grignardových činidel.
SbCl3 + 3 RLi (nebo RMgCl) → R3Sb
K běžným reakcím patří:
R3Sb + Br2 → R3SbBr2
R3Sb + O2 → R3SbO
R3Sb + Na + NH3 → R2SbNa
R3Sb + B2H6 → R3Sb·BH3
Stibany jsou slabými Lewisovými kyselinami a tak jejich átové komplexy nebyly pozorovány. Jedná se ovšem o dobré donory, takže je lze využít v koordinační chemii. R3Sb jsou citlivější na přítomnost vzduchu než odpovídající R5Sb sloučeniny.
Byly popsány i metaloceny antimonu:
14 SbI3 + 3 (Cp*Al)4 → [2Cp*Sb]+[AlI4]− + 8Sb + 6 AlI3
Úhel Cp*-Sb-Cp* činí 154°.
Cyklická sloučenina stibol, strukturní analog pyrrolu, nebyl izolován, jsou ovšem známy jeho substituované deriváty, nazývané stiboly.

## Organoantimonaté sloučeniny
Distibiny obsahují jednoduché vazby Sb-Sb a mají možné využití jako termochromické materiály, například tetramethyldistibin je jako plyn bezbarvý, jako kapalina žlutý, v pevném skupenství těsně pod teplotou tání (18,5 °C) červený a výrazněji pod teplotou tání žlutý.